# Józef Banasiewicz
Józef Banasiewicz – polski malarz, rzeźbiarz i animator kultury i mieszkający w Wojkowie.

## Życiorys

### Młodość i edukacja
Józef Banasiewicz urodził się w Wojkowie. Stolarski fach ojca, oraz kolekcjonowanie ładnych przedmiotów przez matkę, miało wpływ na zainteresowanie sztuką od najwcześniejszych lat życia. Potem wzmacniał je dodatkowo nauczyciel plastyki, który zauważył predyspozycje u młodego Banasiewicza. Studia ukończył w Instytucie Wychowania Plastycznego w Cieszynie, filii Uniwersytetu Śląskiego, po czym podjął studia podyplomowe na Uniwersytecie Marii Skłodowskiej-Curie w Lublinie.

### Praca pedagogiczna i twórcza
W latach 1977–1979 pełnił obowiązki dyrektora Szkoły Podstawowej w Gruszczycach.
Jest założycielem grupy artystycznej Poza Prowincją.
Pełnił funkcję prezesa Stowarzyszenia Międzysołeckiego Więź, współpracował z Wojewódzkim Domem Kultury w Sieradzu, działał w grupie roboczej Aktywna Gmina Błaszki.
Od 1987 roku prowadzi w swoim domu Wiejską Galerię Sztuki, przekształconą potem w Galerię Zdarzeń Artystycznych popularnie zwaną Banasiewiczówką. W 1999 roku uruchomił w niej punkt biblioteczny. W 2001 doprowadził do instalacji na ścianie swojej galerii pamiątkowej tablicy poświęconej przedwojennemu pomnikowi Józefa Piłsudskiego w Wojkowie. Obecnie galeria pełni funkcję gospodarstwa agroturystycznego ze stałą ekspozycją dzieł sztuki. Galeria stanowi jedyną prywatną galerię sztuki w regionie i dla lokalnej bohemy artystycznej posiada status miejsca kultowego.
W 2015 roku otrzymał nagrodę starosty sieradzkiego w kategorii osiągnięć o istotnym znaczeniu dla kultury powiatu sieradzkiego za wdrażanie nowatorskich form pracy i inicjatyw sprzyjających rozwojowi życia kulturalnego w powiecie sieradzkim.

## Twórczość
Banasiewicz stwierdził, że najbardziej ceni sztukę konceptualną. W swojej pracy artystycznej podejmuje wiele różnorodnych tematów, na przykład polityczne (prezentacja Unijne kartoflisko), czy filozoficzno-społeczne (cykl żydowski).
Jego prace wystawiane były w Sieradzu, Szczecinie, Elblągu, Olsztynie, Opolu i Katowicach.